# Christophe Szenberg
Christophe Szenberg est un joueur français de volley-ball né le 22 décembre 1987 à Sèvres (Hauts-de-Seine). Il mesure 1,98 m et joue attaquant.

## Clubs
| Club         | Pays   | De        | À         |
| ------------ | ------ | --------- | --------- |
| ACBB         | France | 2006-2007 | 2007-2008 |
| Paris Volley | France | 2008-2009 | 2009-2010 |
| ACBB         | France | 2010-2011 | ...       |

## Palmarès
- Championnat de France (1)
  - Vainqueur : 2009